# 33456 Ericacurran
33456 Ericacurran è un asteroide della fascia principale. Scoperto nel 1999, presenta un'orbita caratterizzata da un semiasse maggiore pari a 2,2799261 UA e da un'eccentricità di 0,1341710, inclinata di 5,21697° rispetto all'eclittica.